# Bretocino
Bretocino es un municipio y lugar español de la provincia de Zamora, en la comunidad autónoma de Castilla y León. Se encuentra en la comarca de Benavente y Los Valles, y cuenta con una población de 195 habitantes (INE 2024).

## Toponimia
El nombre de la localidad está ligado al de la vecina Bretó. Así, en el momento de ser fundado o repoblado Bretocino poseería una menor entidad poblacional que Bretó y, por ello, tomó el nombre de la localidad vecina con el diminutivo -ino propia de la lengua leonesa.

## Historia
La victoria en el año 878 de los ejércitos de Alfonso III en la batalla de la Polvorosa fue decisiva para la posterior repoblación de Bretocino, que quedó integrado en el Reino de León.
Durante la Edad Moderna, Bretocino fue una de las poblaciones que formó parte de la provincia de las Tierras del Conde de Benavente, encuadrándose dentro de esta en la Merindad de Valverde y la receptoría de Benavente.
No obstante, al reestructurarse las provincias y crearse las actuales en 1833, Bretocino pasó a formar parte de la provincia de Zamora, dentro de la Región Leonesa, quedando integrado en 1834 en el partido judicial de Benavente.

## Geografía humana

### Demografía
Cuenta con una población de 195 habitantes (INE 2024).
| Gráfica de evolución demográfica de Bretocino entre 1842 y 2021                                                       |
| |
| Población de derecho según los censos de población del INE. Población de hecho según los censos de población del INE. |

### Economía
Pertenece a la indicación geográfica, con derecho a la mención vino de calidad, de Valles de Benavente.

## Cultura

### Patrimonio

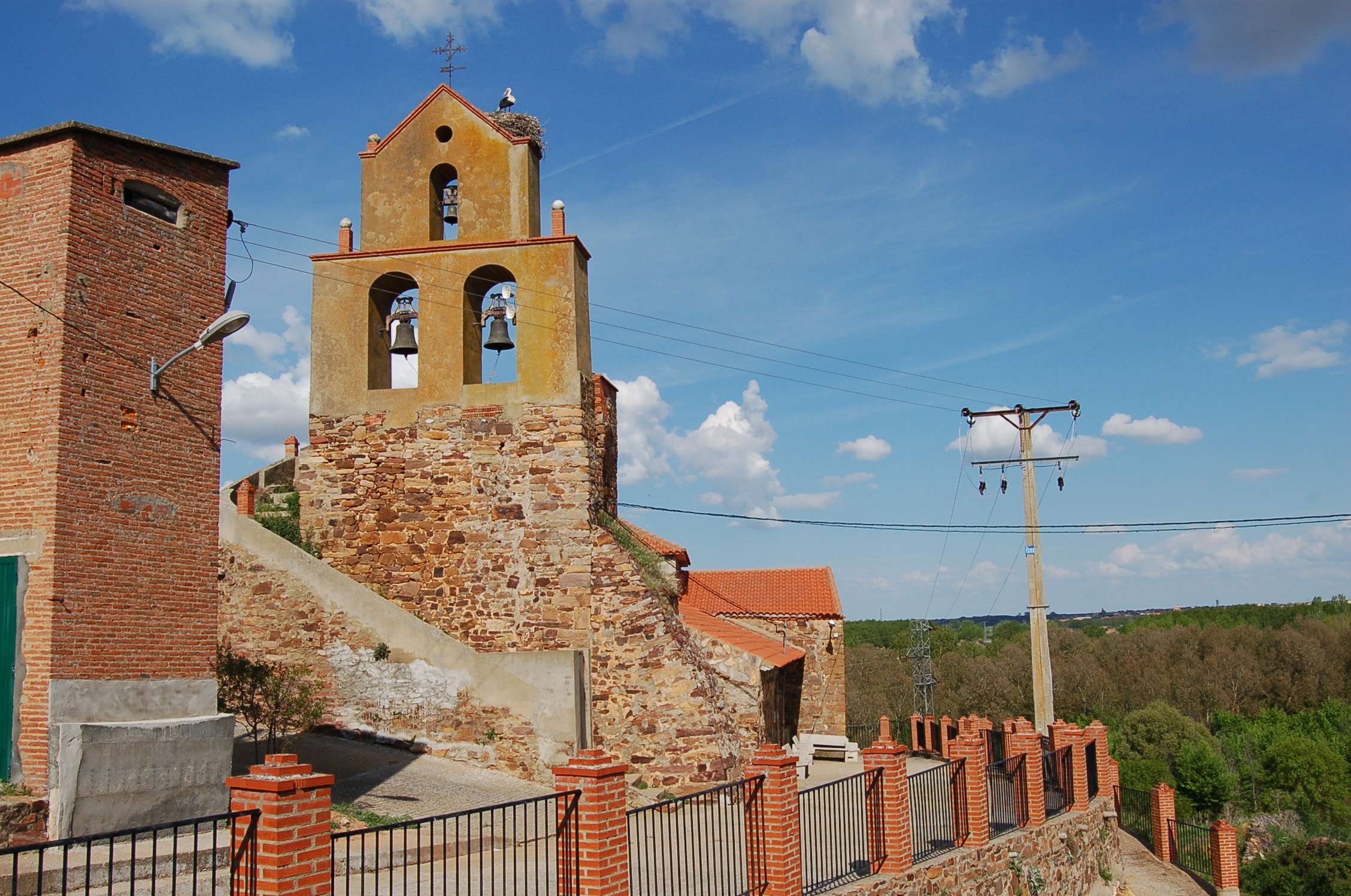
Iglesia

Destaca en la localidad la iglesia parroquial de San Pablo, que alberga un bello retablo en su interior.

### Fiestas
Los vecinos de Bretocino de Valverde celebran dos festividades: San Pablo, el día 25 de enero, y San Marcos, el día 25 de abril.